# Вільхове (Полтавський район)
Вільхове́ — село в Україні, в Опішнянській селищній громаді Полтавського району Полтавської області. Населення становить 100 осіб. Орган місцевого самоврядування — Опішнянська селищна рада.

## Географія
Село Вільхове знаходиться на лівому березі річки Ворскла, вище за течією на відстані 2,5 км розташоване село Деревки, нижче за течією на відстані 1 км розташоване село Лихачівка, на протилежному березі — село Міські Млини. Річка в цьому місці звивиста, утворює лимани, стариці та заболочені озера. Село оточене лісовим масивом. Поруч проходить автомобільна дорога Н12 (Т 1710).

## Історія
У Національній книзі пам'яті жертв Голодомору 1932—1933 років в Україні перелічено 23 жителя села, що загинули від голоду.

## Населення

### Мова
Розподіл населення за рідною мовою за даними перепису 2001 року:
| Мова       | Кількість | Відсоток |
| ---------- | --------- | -------- |
| українська | 93        | 93%      |
| російська  | 7         | 7%       |
| Усього     | 100       | 100%     |